# Erna Schøyen
Erna Kamilla Schøyen, född 1 mars 1887 i Kabelvåg, död 21 december 1968, var en norsk skådespelare. Hon var dotter till bokhandlare Ørger Johannes Berg och Kamilla Benjaminsen.
Erna Schøyen var elev på Nationaltheatret 1905–1906 och debuterade på Fahlstrøms teater den 1 september 1906 i rollen som Suzet i Vor ven Fritz. Hon var engagerad där fram till dess att teatern upphörde 30 augusti 1911 och hon medverkade också i avskedsföreställningen Samfundets støtter. Hon var därefter vid Centralteatret 1911–1959, med ett avbrott 1920–1924 då hon var vid Chat Noir. Hon var även engagerad vid Det Nye Teater och Trøndelag Teater.
Vid sidan av teatern medverkade hon i 27 filmer. Hon debuterade 1917 i Ångest som dödar och gjorde sin sista filmroll 1965 i Hjelp – vi får leilighet!.
Hon var från 1910 gift med zoologen Thor Hiorth Schøyen.

## Filmografi
- 1917 – Ångest som dödar
- 1917 – Livets gøglespil
- 1919 – Hjertetyven
- 1936 – Vi vil oss et land...
- 1940 – Tørres Snørtevold
- 1941 – Hansen og Hansen
- 1943 – Sangen til livet
- 1943 – Den nye lægen
- 1944 – Kommer du, Elsa?
- 1946 – Om kjærligheten synger de
- 1946 – To liv
- 1948 – Trollforsen
- 1949 – Svendsen går videre
- 1951 – Vad vore livet utan dig
- 1952 – Trine!
- 1953 – Flukt fra paradiset
- 1954 – Portrettet
- 1956 – Kvinnens plass
- 1959 – Hete septemberdager
- 1960 – Venner
- 1961 – Den store barnedåpen
- 1961 – Et øye på hver finger
- 1962 – Stompa & Co
- 1963 – Kranes konditori
- 1964 – Alle tiders kupp
- 1964 – Klokker i måneskinn
- 1965 – Hjelp – vi får leilighet!